# Lista ssaków Ukrainy

Ukraina

Oto lista gatunków ssaków zarejestrowanych na Ukrainie. Na Ukrainie występuje 85 gatunków ssaków, z których 2 są krytycznie zagrożone, 2 są zagrożone, 13 narażonych, 3 zaś bliskie zagrożenia. Jeden gatunek uznany został za lokalnie wymarły. Poniższe skróty zostały użyte do oznaczenia statusu ochrony każdego gatunku wg IUCN.
| Skrót | Rozwinięcie          | Typ zagrożenia                                    |
| ----- | -------------------- | ------------------------------------------------- |
| EX    | wymarły              | gatunki wymarłe                                   |
| EW    | wymarły na wolności  | wymarłe w stanie dzikim                           |
| CR    | krytycznie zagrożone | najbardziej zagrożone gatunki                     |
| EN    | zagrożone            | wysokie ryzyko wymarcia w niedalekiej przyszłości |
| VU    | narażone             | mogą wymrzeć stosunkowo niedługo                  |
| NT    | bliskie zagrożenia   | gatunki bliskie zaliczenia do kategorii narażone  |
| LC    | najmniejszej troski  | gatunki pospolite, szeroko rozprzestrzenione      |
| DD    | brak danych          | trudne do określenia                              |

## Rząd:Rodentia(gryzonie)

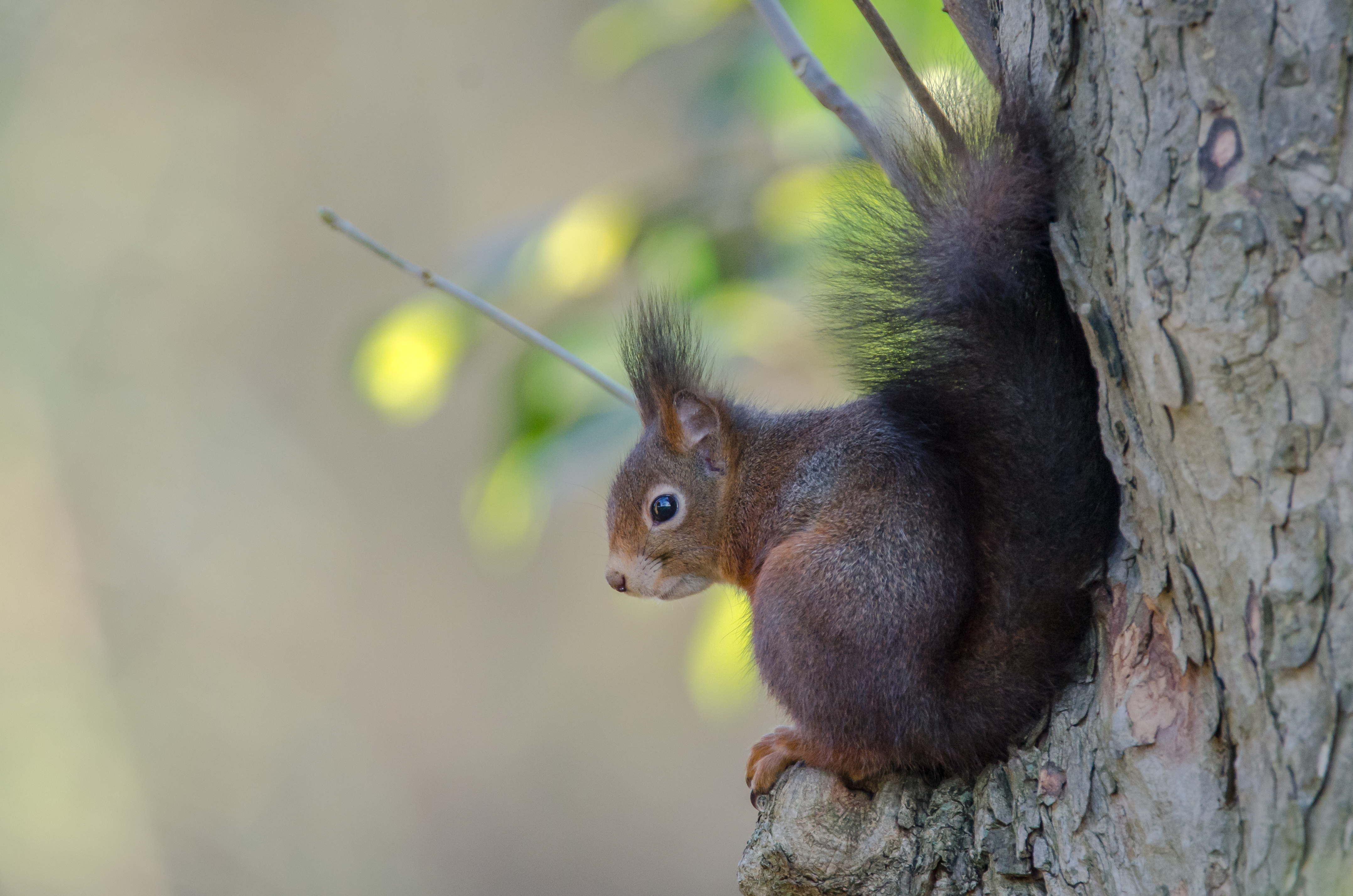
Wiewiórka pospolita

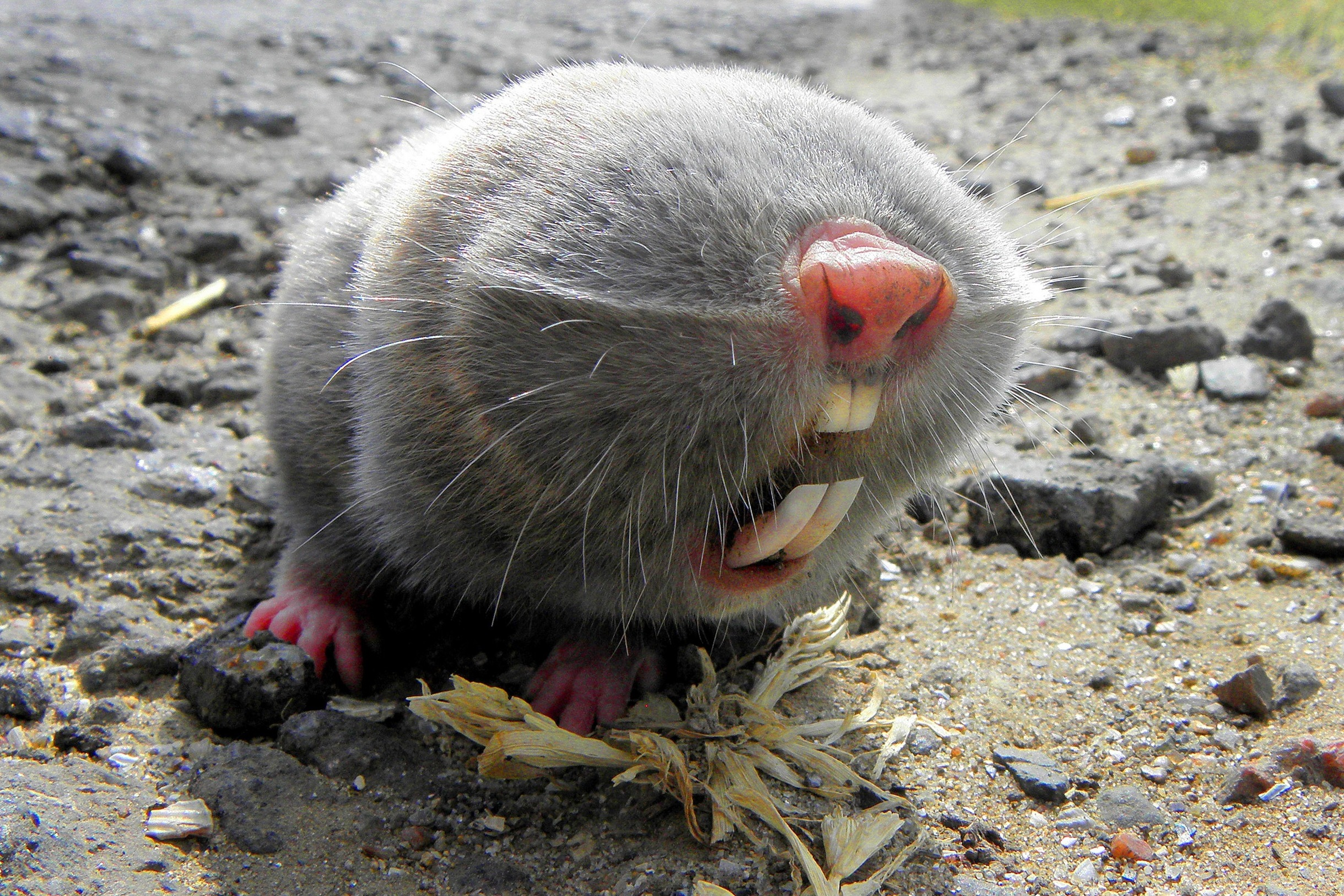
Ślepiec mały

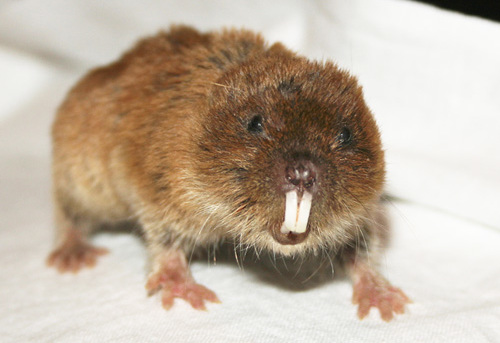
Ślepuszonka północna

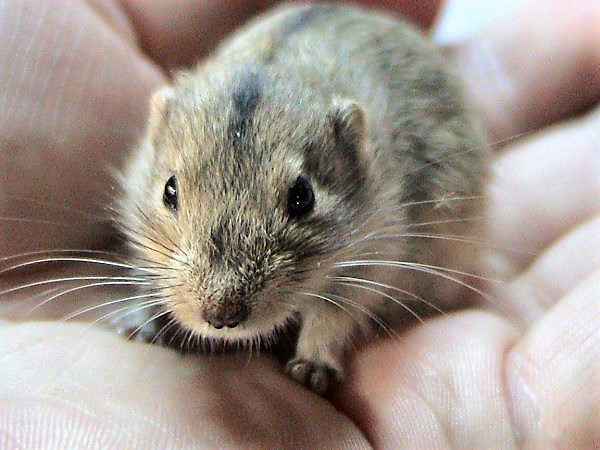
Piestruszka stepowa

Gryzonie stanowią największą grupę ssaków, ponad 40% ich gatunków. Mają dwa siekacze w górnej i dolnej szczęce, które stale rosną i muszą być skracane przez przeżuwanie.
- Podrząd: Sciuromorpha (wiewiórkokształtne)
  - Rodzina: Sciuridae (wiewiórkowate)
    - Podrodzina: Sciuridae (wiewiórkowate)
      - Plemię: Sciurini (wiewiórki)
        - Rodzaj: Sciurus (wiewiórka)
          - Wiewiórka pospolita Sciurus vulgaris LC[1]

    - Podrodzina: Xerinae (afrowiórki)
      - Plemię: Marmotini (świstaki)
        - Rodzaj: Marmota (świstak)

      - Świstak stepowy Marmota bobak LC
        - Rodzaj: Spermophilus (suseł)
          - Suseł moręgowany Spermophilus citellus VU
          - Suseł karłowaty Spermophilus pygmaeus LC
          - Suseł perełkowany Spermophilus suslicus VU

  - Rodzina: Gliridae (popielicowate)
    - Podrodzina: Leithiinae (koszatki)
      - Rodzaj: Dryomys (koszatka)
        - Koszatka leśna Dryomys nitedula LC

      - Rodzaj: Eliomys (żołędnica)
        - Żołędnica europejska Eliomys quercinus VU

      - Rodzaj: Muscardinus (orzesznica)
        - Orzesznica leszczynowa Muscardinus avellanarius LC

    - Podrodzina: Glirinae (popielice)
      - Rodzaj: Glis (popielica)
        - Popielica szara Glis glis LC

  - Rodzina: Dipodidae (skoczkowate)
    - Podrodzina: Dipodinae (skoczki)
      - Rodzaj: Stylodipus (chyżoskoczek)
        - Chyżoskoczek gruboogonowy Stylodipus telum LC

    - Podrodzina: Sicistinae (smużki)
      - Rodzaj: Sicista (smużka)
        - Smużka leśna Sicista betulina LC
        - Smużka stepowa Sicista subtilis LC

  - Rodzina: Spalacidae (ślepcowate)
    - Podrodzina: Spalacinae (ślepce)
      - Rodzaj: Spalax (ślepiec)
        - Ślepiec piaskowy Spalax arenarius VU
        - Ślepiec bałkański Spalax graecus VU
        - Ślepiec mały Spalax leucodon VU
        - Ślepiec stepowy Spalax microphthalmus VU
        - Ślepiec podolski Spalax zemni LC

  - Rodzina: Cricetidae (chomikowate)
    - Podrodzina: Cricetinae (chomiki)
      - Rodzaj: Cricetulus (chomiczak)
        - Chomiczak szary Cricetulus migratorius LC

    - Podrodzina: Arvicolinae (karczowniki)
      - Rodzaj: Arvicola (karczownik)
        - Karczownik ziemnowodny Arvicola amphibius LC[2]

      - Rodzaj: Chionomys (śnieżnik)
        - Śnieżnik europejski Chionomys nivalis LC

      - Rodzaj: Myodes (nornica)
        - Nornica ruda Myodes glareolus LC

      - Rodzaj: Ellobius (ślepuszonka)
        - Ślepuszonka północna Ellobius talpinus LC

      - Rodzaj: Lagurus (piestruszka)
        - Piestruszka stepowa Lagurus lagurus LC

      - Rodzaj: Microtus (nornik)
        - Nornik zwyczajny Microtus arvalis LC
        - Nornik północny Microtus oeconomus LC
        - Nornik wschodnioeuropejski Microtus rossiaemeridionalis LC
        - Nornik towarzyski Microtus socialis LC
        - Nornik darniowy Microtus subterraneus LC
        - Nornik tatrzański Microtus tatricus LC

  - Rodzina: Muridae (myszy, szczury, norki, myszoskoczki, chomiki)
    - Podrodzina: Murinae (myszy właściwe)
      - Rodzaj: Apodemus (myszarka)
        - Myszarka polna Apodemus agrarius LC
        - Myszarka leśna Apodemus flavicollis LC
        - Myszarka stepowa Apodemus fulvipectus LC
        - Myszarka zaroślowa Apodemus sylvaticus LC
        - Myszarka zielna Apodemus uralensis LC

      - Rodzaj: Micromys (badylarka)
        - Badylarka pospolita Micromys minutus LC

      - Rodzaj: Mys (mysz)
        - Mysz południowa Mus spicilegus LC

- Podrząd: Castorimorpha (bobrokształtne)
  - Rodzina: Castoridae (bobrowate)
    - Rodzaj: Castor (bóbr)
      - Bóbr europejski Castor fiber LC[3]

## Rząd:Lagomorpha(zajęczaki)

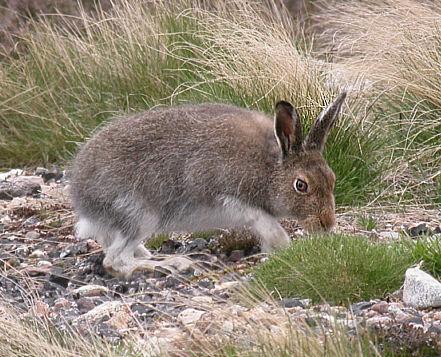
Zając bielak

- Rodzina: Leporidae (króliki, zające)
  - Rodzaj: Lepus (zając)
    - Zając szarak Lepus europaeus LC[4]
    - Zając bielak Lepus timidus LC

## Rząd:Erinaceomorpha(jeże)
- Rodzina: Erinaceidae (jeżowate)
  - Podrodzina: Erinaceinae (jeże)
    - Rodzaj: Erinaceus (jeż)

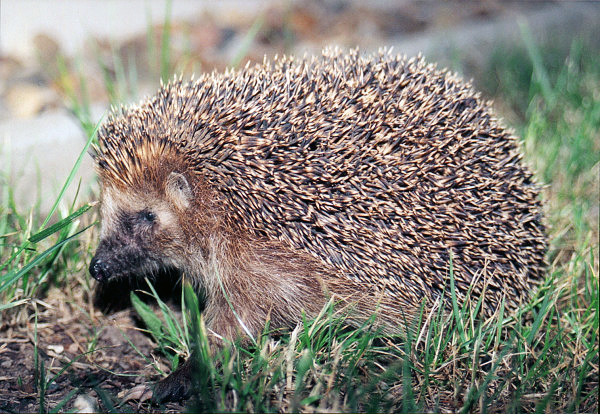
Jeż zachodni

      - Jeż anatolijski Erinaceus concolor LC

## Rząd:Soricomorpha(ryjówki, krety i myszoryjki)
- Rodzina: Soricidae (ryjówkowate, sorki)
  - Podrodzina: Crocidurinae (zębiełki)
    -       - Rodzaj: Crocidura (zębiełek)
        - Zębiełek białawy Crocidura leucodon LC
        - Zębiełek karliczek Crocidura suaveolens LC

  - Podrodzina: Soricinae (ryjówki)
    - Plemię: Nectogalini (wodoryjki)
      - Rodzaj: Neomys (rzęsorek)
        - Rzęsorek mniejszy Neomys anomalus LC

    - Plemię: Soricini (ryjówki)
      - Rodzaj: Sorex (ryjówka)
        - Ryjówka aksamitna Sorex araneus LC
        - Ryjówka średnia Sorex caecutiens LC
        - Ryjówka malutka Sorex minutus LC
        - Ryjówka drobna Sorex volnuchini LC

- Rodzina: Talpidae (kretowate)
  - Podrodzina: Talpinae (krety)
    - Plemię: Desmanini (desmany)
      - Rodzaj: Desmana (desman)
        - Desman ukraiński Desmana moschata VU

## Rząd:Chiroptera(nietoperze)

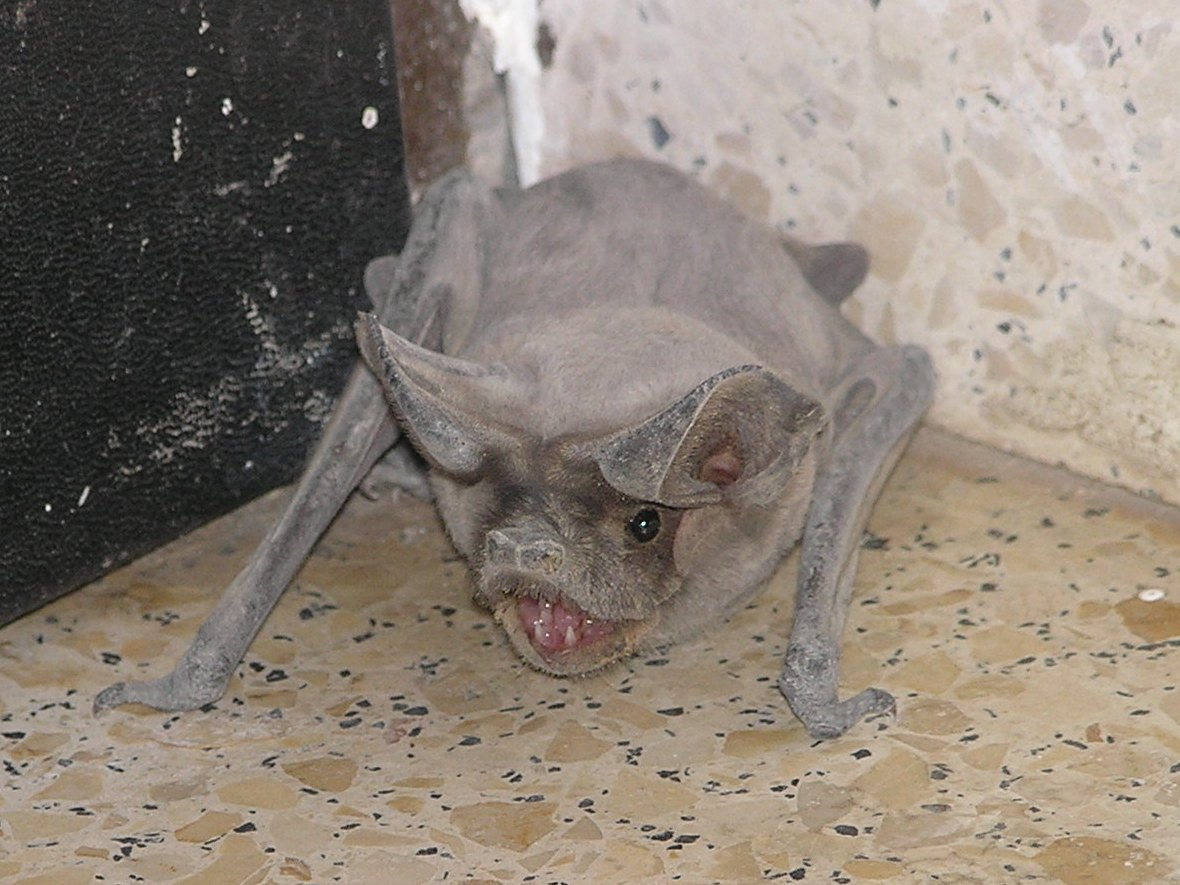
Molosek europejski

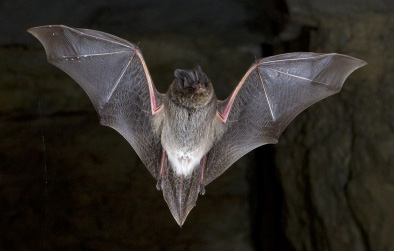
Mopek zachodni

- Rodzina: Vespertilionidae (mroczkowate)
  - Podrodzina: Myotinae (nocki) 
    - Rodzaj: Myotis (nocek)
      - Nocek Bechsteina Myotis bechsteinii NT[5]
      - Nocek łydkowłosy Myotis dasycneme NT[6]
      - Nocek duży Myotis myotis LC[7]
      - Nocek orzęsiony Myotis emarginatus LC
      - Nocek Natterera Myotis nattereri LC

  - Podrodzina: Vespertilioninae (mroczki) 
    - Rodzaj: Barbastella (mopek)
      - Mopek zachodni Barbastella barbastellus VU

    - Rodzaj: Hypsugo (przymroczek)
      - Przymroczek Saviego Hypsugo savii LC[8]

    - Rodzaj: Nyctalus (borowiec)
      - Borowiec olbrzymi Nyctalus lasiopterus NT[9]
      - Borowiec leśny Nyctalus leisleri LC[10]

    - Rodzaj: Pipistrellus (karlik)
      - Karlik średni Pipistrellus kuhlii LC

    - Rodzaj: Plecotus (gacek)
      - Gacek brunatny Plecotus auritus LC
      - Gacek szary Plecotus austriacus LC

- Rodzina: Molossidae (molosowate)
  - Podrodzina: Molossinae (molosy)
    - Rodzaj: Tadarida (molosek)
      - Molosek europejski Tadarida teniotis LC

- Podrząd: Pteropodiformes (rudawkokształtne)
  - Rodzina: Rhinolophidae (podkowcowate)
    - Podrodzina: Rhinolophinae
      - Rodzaj: Rhinolophus (podkowiec)
        - Podkowiec duży Rhinolophus ferrumequinum LC
        - Podkowiec mały Rhinolophus hipposideros LC

## Rząd:Cetacea(walenie)

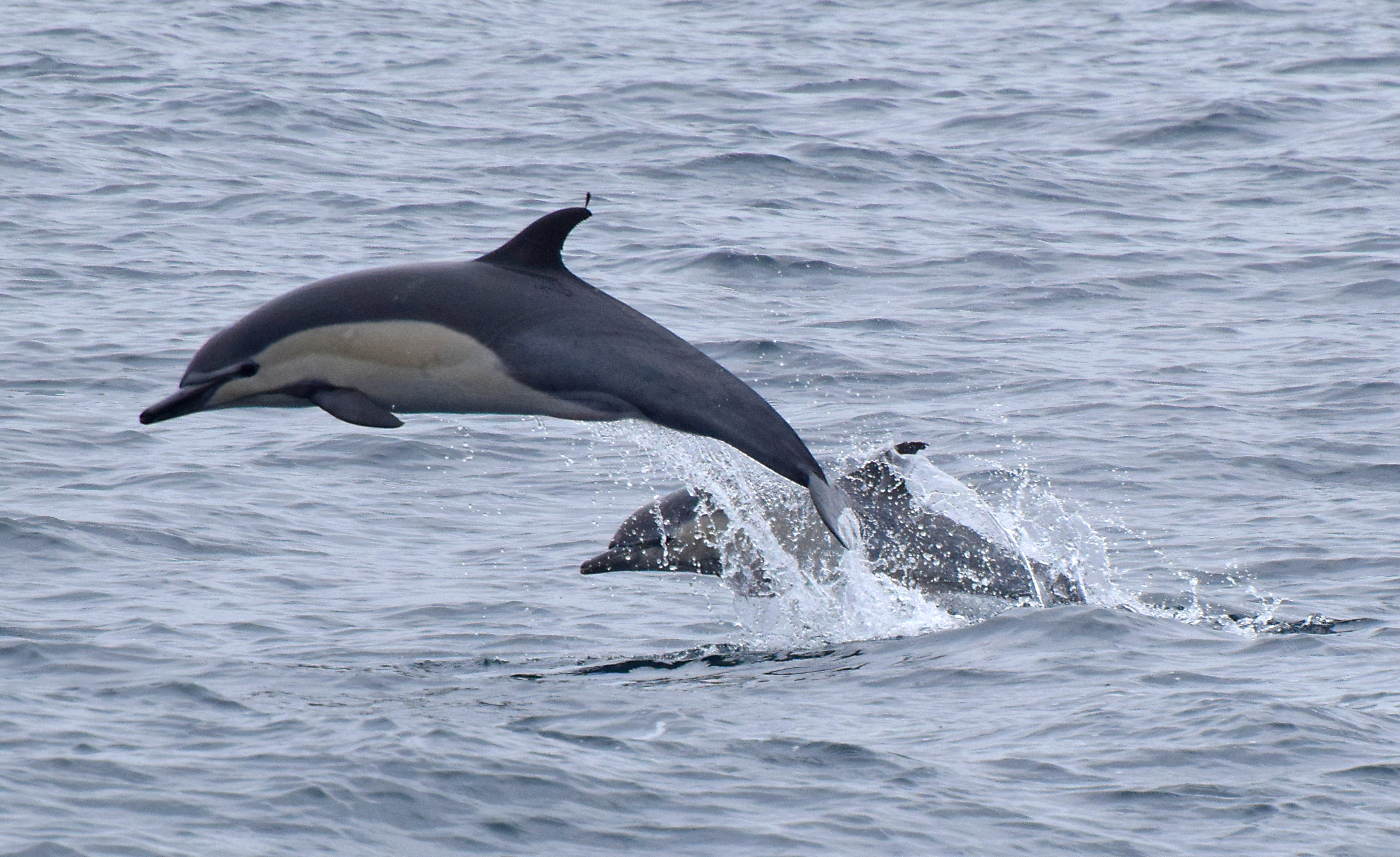
Delfin zwyczajny

- Podrząd: Pteropodiformes (rudawkokształtne)
  - Rodzina: Phocoenidae (morświnowate)
    - Rodzaj: Phocoena (morświn)
      - Morświn zwyczajny Phocoena phocoena VU

  - Rodzina: Delphinidae (delfinowate)
    - Rodzaj: Tursiops (butlonos)
      - Butlonos zwyczajny Tursiops truncatus DD

    - Rodzaj: Delphinus (delfin)
      - Delfin zwyczajny Delphinus delphis LC

## Rząd:Carnivora(drapieżne)

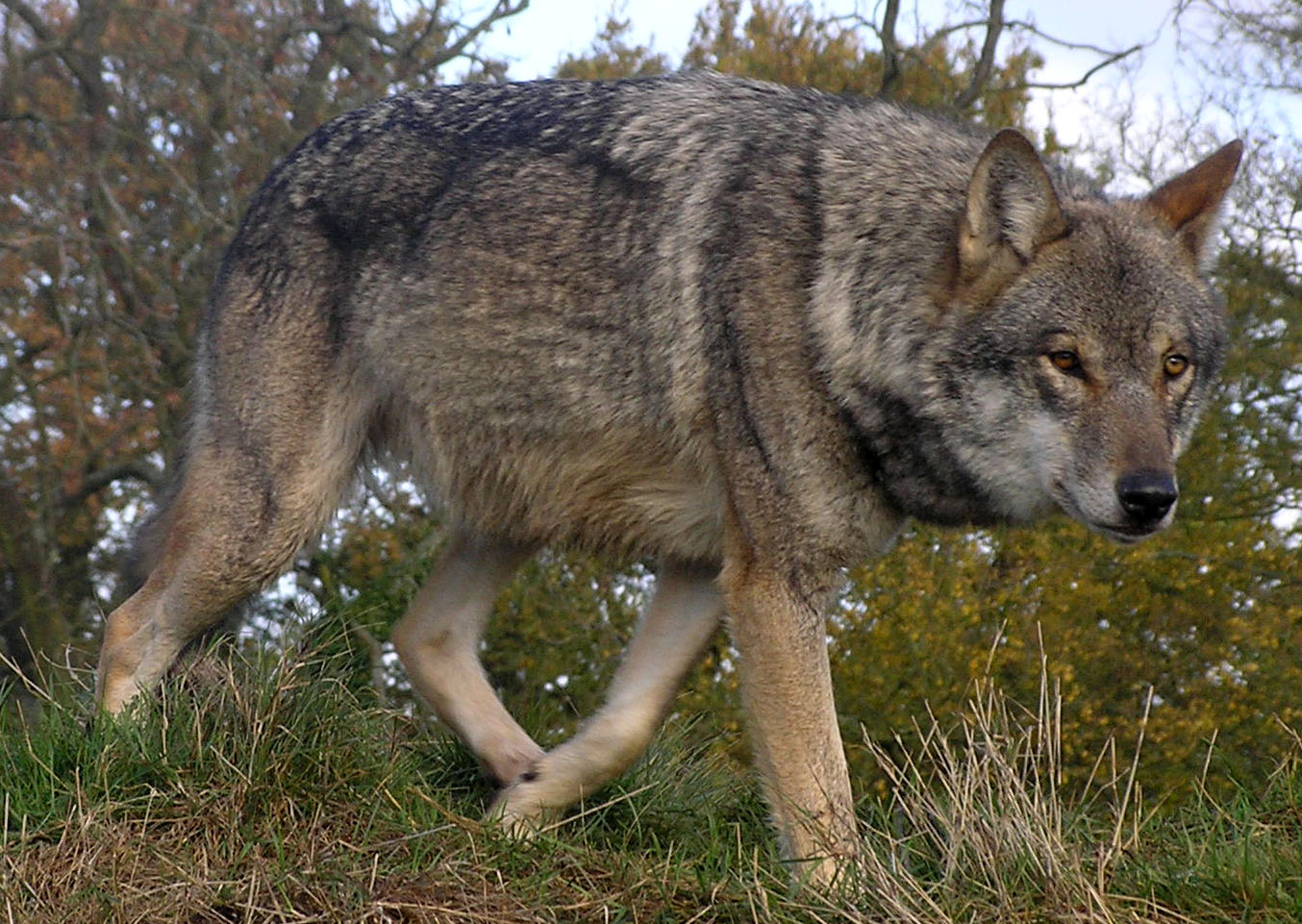
Wilk europejski

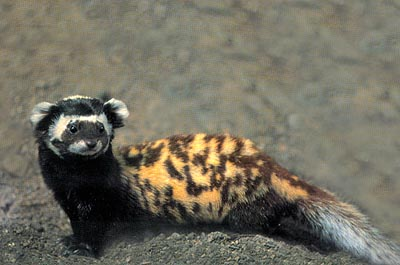
Perewiaska marmurkowa

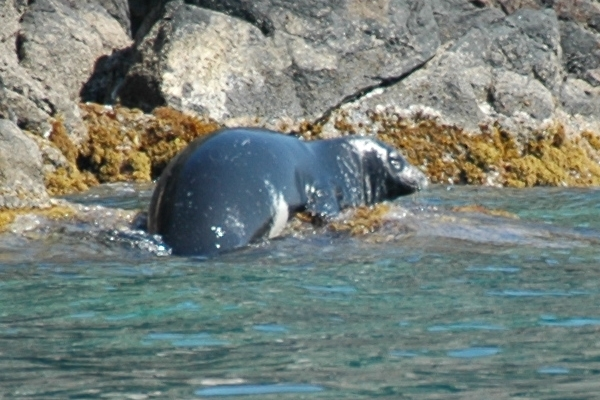
Mniszka śródziemnomorska

Istnieje ponad 260 gatunków drapieżnych, z których większość żywi się głównie mięsem. Posiadają charakterystyczny kształt czaszki i uzębienie.
- Podrząd: Feliformia (kotokształtne)
  - Rodzina: Felidae (kotowate)
    - Podrodzina: Felinae (koty)
      - Rodzaj: Felis (kot)
        - Żbik europejski Felis silvestris LC
- Podrząd: Caniformia (psokształtne)
  - Rodzina: Canidae (psowate)
    - Rodzaj: Canis (wilk)
      - Wilk szary Canis lupus LC[11]
        - Podgatunek: Wilk europejski Canis lupus lupus LC

    - Rodzaj: Vulpes (lis)
      - Lis rudy Vulpes vulpes LC[12]

  - Rodzina: Ursidae (niedźwiedziowate)
    - Rodzaj: Ursus (niedźwiedź)
      - Niedźwiedź brunatny Ursus arctos LC[13]
        - Podgatunek: niedźwiedź brunatny zwyczajny Ursus arctos arctos LC

- Rodzina: Mustelidae (łasicowate)
  - Rodzaj: Mustela (łasica)
    - Norka europejska Mustela lutreola CR[14]
    - Gronostaj europejski Mustela erminea LC[15]
    - Łasica pospolita Mustela nivalis LC[16]
    - Tchórz zwyczajny Mustela putorius LC[17]
    - Tchórz stepowy Mustela eversmanii LC

  - Rodzaj: Vormela (perewiaska)
    - Perewiaska marmurkowa Vormela peregusna VU[18]

  - Rodzaj: Martes (kuna)
    - Kuna domowa Martes foina LC[19]

  - Rodzaj: Meles (borsuk)
    - Borsuk europejski Meles meles LC[20]

  - Rodzaj: Lutra (wydra)
    - Wydra europejska Lutra lutra NT[21]

- Rodzina: Phocidae (fokowate)
  - Rodzaj: Monachus
    - Mniszka śródziemnomorska Monachus monachus EN[22]

## Rząd:Perissodactyla(nieparzystokopytne)
- Rodzina: Equidae (koniowate)
  - Rodzaj: Equus (koń)

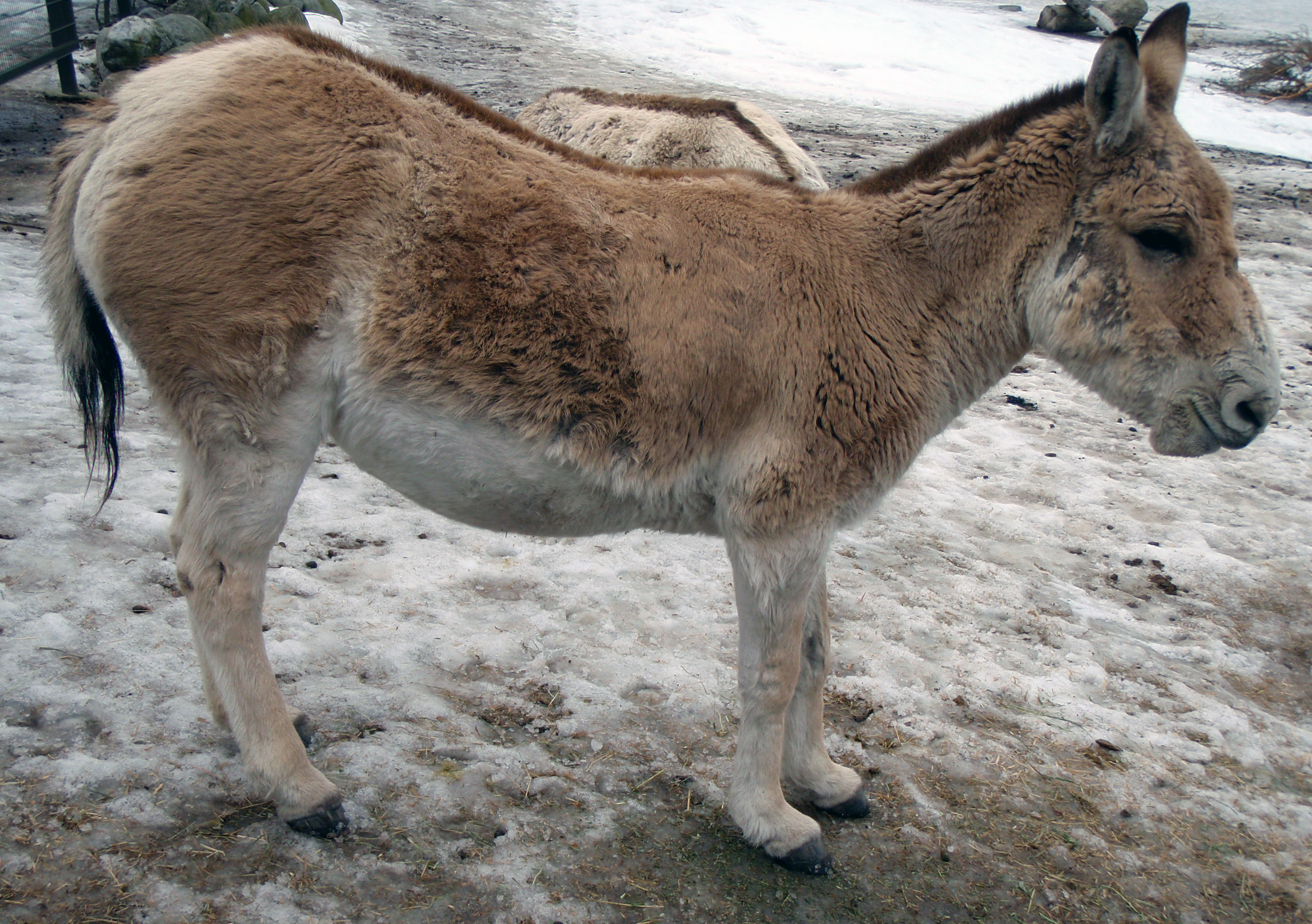
Kułan turkmeński

    - Koń Przewalskiego Equus ferus przewalskii EN
    - Kułan turkmeński Equus hemionus kulan EN

## Rząd:Artiodactyla(parzystokopytne)
- Rodzina: Bovidae (wołowate)

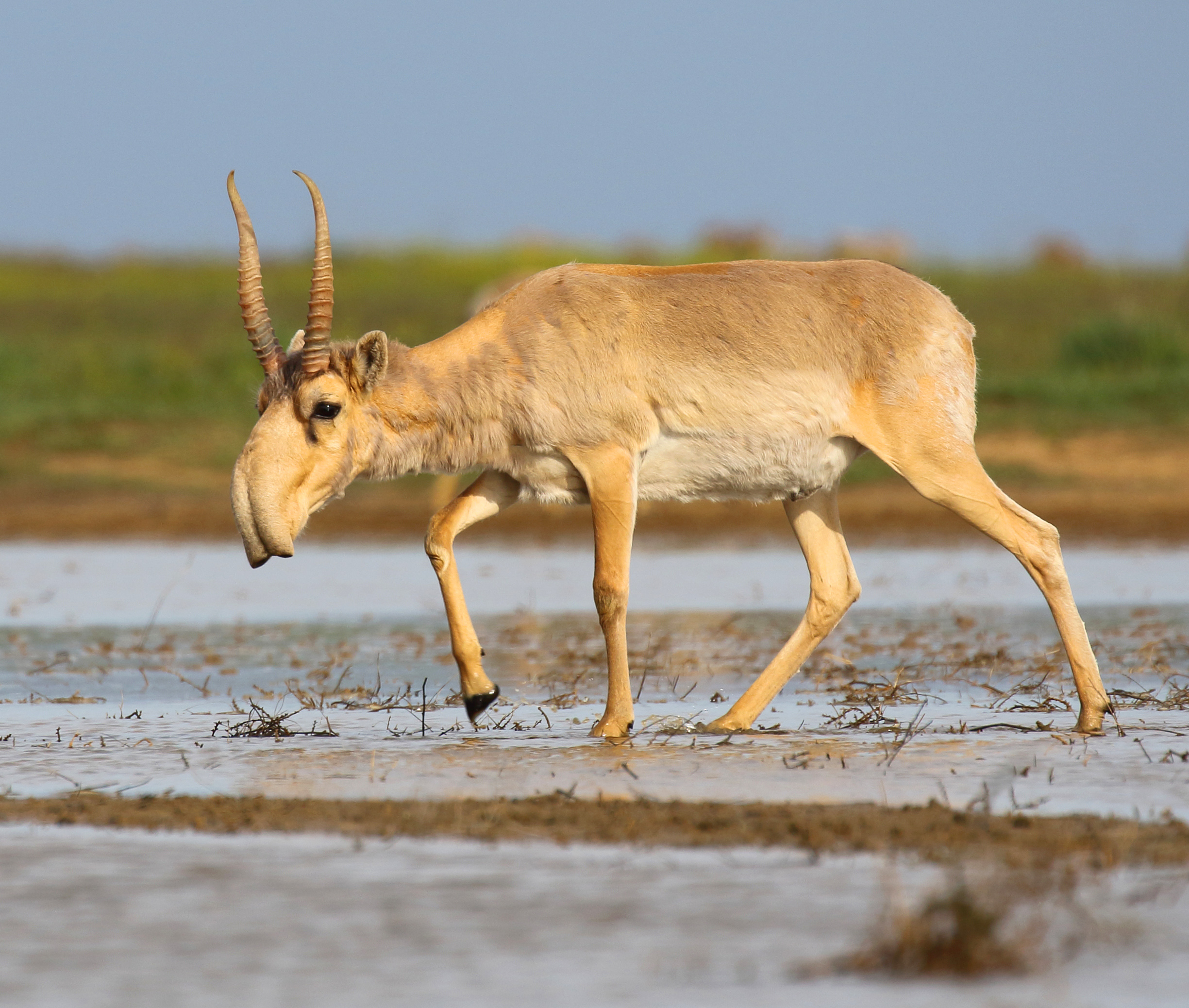
Suhak stepowy

  - Podrodzina: Antilopinae (antylopy)
- Rodzaj: Saiga (suhak)
  - Suhak stepowy Saiga tatarica CR[23]
  - Podrodzina: Bovinae (bawoły)
- Rodzaj: Bison (bizon)
  - Żubr europejski Bison bonasus EN
- Rodzina: Suidae (świniowate)
  - Podrodzina: Suinae (świnie)
    - Rodzaj: Sus (świnia)
      - Dzik euroazjatycki Sus scrofa LC
- Rodzina: Cervidae (jeleniowate)
  - Podrodzina: Cervinae (jelenie)
    - Rodzaj: Cervus (jeleń)
      - Jeleń szlachetny Cervus elaphus LC

    - Rodzaj: Capreolus (sarna)
      - Sarna europejska Capreolus capreolus LC[24]

    - Rodzaj: Alces (łoś)
      - Łoś euroazjatycki Alces alces LC